# ربوه
ربوه پشته بلندی، توده بلند، قسمتی از زمین که از اطرافیان خود بلندتر باشد، و جمع آن " رُبی " می‌باشد، گفتند در نزدیکی دمشق است، در لحف کوهی در دامنه آن نهری خلاب جایی است که " نهر بردی " می‌نامند، آبش بسیار شیرین و گوارا است. در نزدیکی این نهر مسجدی وجود دارد که عمده آن بلند و بسیار زیباست، در بغل این مسجد نهری جاری است بنام نهر یزید، آب این نهر در ساقیه " برکه " می‌ریزد، و سپس از بغل مسجد ادامه می‌یابد، در بغل مسجد از سمت شمال اشکفتی وجود دارد، مردم اعتقاد دارند که عیسی پیغمبر در این غار به دنیا آمده است. 
بعضی از پیشنیان گفتند که " ربوه " در یک فرسخی بالای دمشق قرار دارد. و بهترین جای دنیاست، و گفتند که در دنیا جایی به خوش هوائی و آب شیرین و خضره که مانند ربوه باشد وجود ندارد.

## منبع
- کتاب: " معجم البلدان " نوشته: یاقوت الحموی.
- ترجمه: محمد محمدیان کوخِردی .